# Jack Torrance (athlétisme)
Pour les articles homonymes, voir Jack Torrance.
John « Jack » Torrance  (né le 20 juin 1912 à Weathersby et mort le 10 novembre 1969 à Bâton-Rouge) est un athlète américain, spécialiste du lancer du poids.

## Biographie
Il figure parmi les meilleurs lanceurs de poids du début des années 1930, en s'adjugeant notamment trois titres consécutifs de champion des États-Unis (AAU) en 1933, 1934 et 1935. Lors de la saison 1934, il améliore à trois reprises le record du monde du lancer du poids en réalisant successivement 16,80 m le 24 avril à Des Moines et 16,89 m le 30 juin à Milwaukee. Le 5 août 1934, lors des Bislett Games d'Oslo, Jack Torrance établit son troisième record mondial avec un jet à 17,40 m, devenant à cette occasion le premier athlète à atteindre la ligne des 17 mètres. Vainqueur des sélections olympiques américaines de 1936, il ne termine que cinquième des Jeux de Berlin, avec la marque de 15,38 m. 
Après les Jeux olympiques de 1936, Jack Torrance devient professionnel de boxe. En 1940, il participe au Championnat de football américain sous les couleurs des Redskins de Washington.
Il est élu au Temple de la renommée de l'athlétisme des États-Unis en 2015.